# حافظ (مغني)
حافظ (بالملايوية: Hafiz)‏ هو مغني ماليزي، ولد في 27 فبراير 1990 في كوتشينغ في ماليزيا.

## وصلات خارجية
- حافظ على موقع ميوزك برينز (الإنجليزية)
- حافظ على موقع ديسكوغز (الإنجليزية)